# Eriocnemis vestita
Eriocnemis vestita е вид птица от семейство Колиброви (Trochilidae).

## Разпространение
Видът е разпространен във Венецуела, Еквадор, Колумбия и Перу.